# 尹帝文
尹帝文（1970年3月9日—），韓國男演員，名字常被譯為尹濟文。

## 演出作品

### 電視劇
- 2008年：MBC《綜合醫院2》飾演 權大修
- 2009年：KBS2《IRIS》飾演 朴尚賢
- 2011年：SBS《Midas》飾演 劉成峻
- 2011年：SBS《樹大根深》飾演 加利溫
- 2012年：MBC《The King 2 Hearts》飾演 金峰九
- 2013年：JTBC《世界的盡頭》飾演 姜柱憲
- 2014年：SBS《Three Days》飾演 申奎鎮
- 2015年：JTBC《LAST》飾演 鍘刀
- 2021年：KBS2《戀慕》飾演 尚憲君
- 2022年：Disney+《舊案尋兇》飾演 千基德
- 2022年：JTBC《財閥家的小兒子》飾演 陳榮基
- 2023年：Disney+《汉江刑警》饰演 朴东植（特别出演）
- 2024年：KBS《抓住你的衣领》饰演 牟炯泽
- 2024年：Channel A《Check-In 漢陽》飾演 吳永樂
- 2025年：JTBC《協商的技術》飾演 李訓民

### 電影
- 2002年：《叢林果汁》
- 2004年：《浪漫鬼屋》飾演 金警長
- 2005年：《異共》
- 2005年：《南極日記》
- 2005年：《你是我的命運》
- 2006年：《羅曼史》飾演 姜刑警
- 2006年：《卑劣的街頭》
- 2006年：《駭人怪物》飾演 街友
- 2006年：《熱血男兒》
- 2007年：《原聲追兇》
- 2007年：《優雅的世界》
- 2007年：《間接戀人》
- 2008年：《大韓與民國》
- 2008年：《神偷．獵人．斷指客》飾演 炳春
- 2008年：《少年導演》
- 2009年：《影子殺人》
- 2009年：《非常母親》飾演 警察
- 2009年：《陷阱》
- 2010年：《鄰家男子》
- 2010年：《暴風前夜》
- 2011年：《平壤城》飾演 淵男生
- 2011年：《快遞驚魂》
- 2012年：《人類滅亡報告書》飾演 周帝文（友情出演）
- 2012年：《我是公務員》
- 2013年：《傳說的拳頭》
- 2013年：《高齡化家族》
- 2013年：《同窗生》飾演 車正民
- 2014年：《海霧》
- 2014年：《我的獨裁者》
- 2015年：《三個夏天的夜晚》
- 2015年：《等你》
- 2016年：《偉大的演員》
- 2016年：《德惠翁主》飾演 韓澤秀
- 2016年：《阿修羅》
- 2017年：《父女變錯身（朝鲜语：아빠는_딸）》飾演 元尚泰
- 2017年：《玉子》飾演 蒙頓·帕克（Mundo Park）
- 2017年：《毒品王》
- 2018年：《上流社會》
- 2018年：《好日子（朝鲜语：군산: 거위를 노래하다）》飾演 宋賢前夫（特別出演）
- 2019年：《老千：獨眼傑克》飾演 李相武
- 2019年：《天文：問天（朝鲜语：천문: 하늘에 묻는다）》飾演 崔孝男
- 2020年：《抓住救命稻草的野獸們》飾演 明久（特別出演）
- 2021年：《走向幸福的国家》
- 2024年：《银河》饰演 东银[2]
- 待定：《神之乐团》[3]

## 獲獎
- 2010年：第11屆釜山影評獎－男子優秀演技獎
- 2011年：SBS演技大賞－特別企劃部門 男子特別演技獎

## 酒駕事件
2016年5月23日因在紅綠燈前停車睡覺而被警方調查並被查出酒駕，隨後通過經紀公司為酒駕一事進行了公開道歉。2016年8月17日被首爾地方法院判處了有期徒刑八個月，緩期兩年執行。尹之前就曾多次被查出酒駕，2010年因酒駕被處以了150萬韓元罰款的略式起訴，2013年又因酒駕而被罰款250萬韓元。

## 外部連結
- 尹帝文的X（前Twitter）
- 尹帝文在NAVER上的资料
- 尹帝文在韩国电影数据库（KMDb）上的資料（韓語）
- 尹帝文在豆瓣上的资料（简体中文）
- 尹帝文在互联网电影资料库（IMDb）上的資料（英文）